# Tretton skäl varför
Tretton skäl varför (originaltitel: Thirteen Reasons Why) är en ungdomsroman från 2007 av Jay Asher. Den handlar om Clay Jensen och klasskamraten Hannah Baker som har spelat in tretton kassettband där hon berättar att det finns tretton olika skäl till varför hon begått självmord. 
Boken har fått positiva recensioner och blev en New York Times bestseller. I mars 2017 sändes en TV-serie baserad på boken.